# انتقادات الإسرائيليين للاحتلال
انتقاد الإسرائيليين للاحتلال هو مجموعة من أصوات الإسرائيليين (اليهود وغير اليهود) المنتقدين بشدة للاحتلال والاستيطان الإسرائيلي للضفة الغربية وقطاع غزة منذ عام 1967.

## خلفية
للمعارضة اليهودية للصهيونية تاريخ طويل، وكان العديد من العلماء والنقاد الإسرائيليين قاسيين في أحكامهم على الطريقة التي نفذت بها دولتهم سياسات الاستيطان والسيطرة في الأراضي الفلسطينية.

### جمعيات ومنظمات مناهضة
تنشط العديد من المنظمات الإسرائيلية مثل بتسيلم، ييش دين، تعايش، حاخامات لحقوق الإنسان [الإنجليزية]، غوش شالوم [الإنجليزية]، محسوم ووتش في الضفة الغربية وتساعد وتوثق معاناة الفلسطينيين تحت الاحتلال. يقدم الجنود السابقون ذوو الخبرة المباشرة لوقائع الاحتلال أيضًا شهادة انتقادية واسعة النطاق.

### شخصيات علمية
في بداية الاحتلال، اعتقد الحاخام والفيلسوف المتدين يشعياهو ليبوفيتش أن احتلال الضفة الغربية وقطاع غزة سيضع اليهودية نفسها في خطر ، ودعا إلى الانسحاب الفوري. مع مرور السنين، دفعه عدائه للنجاحات العسكرية لإسرائيل إلى الحديث عن «النازيين اليهود» و«النازية في المجتمع الإسرائيلي»، وهو الموقف الذي لم يمنعه من ترشيح حكومة إسحاق رابين له لجائزة إسرائيل في عام 1993 لا يعتبر الديموغرافي الإسرائيلي أورين يفتشيل [الإنجليزية] سياسة الاستيطان في الضفة الغربية فحسب، بل يعتبر أيضًا دولة إسرائيل نفسها مثالاً على النظام الإثنوقراطي المهوّد، والذي يعرفه بأنه نظام «يروج  لتوسيع المجموعة المهيمنة في المنطقة المتنازع عليها وهيمنتها على هياكل السلطة مع الحفاظ على الواجهة الديمقراطي». يتحدث الناشط جيف هالبر عن «مصفوفة السيطرة» الكامنة وراء الاحتلال، بينما يتحدث الفيلسوف الإسرائيلي أفيشاي مارغاليت [الإنجليزية]، بعد عالم الهنديات ديفيد دين شولمان، عن «آليتها المعقدة». يحلل نيفي جوردون [الإنجليزية] مطولًا محاولات تطبيع الأشياء بحيث يُنشئ «احتلال غير مرئي».

بالنسبة لباروخ كيمرلنغ، شكلت عملية السياسات الإسرائيلية ما أسماه الإبادة السياسية [الإنجليزية]، «انحلال وجود الشعب الفلسطيني ككيان اجتماعي وسياسي واقتصادي شرعي» وقد وصف يوآف بيليد إسرائيل وسياساتها الاحتلالية بأنها تشكل دولة حرب نيوليبرالية. جادل زئيف ستيرنهيل بأن الضفة الغربية بالنسبة لليمين الراديكالي هي محطة تحكم الصهيونية، فهي بمثابة نقطة انطلاق أو أساس إقليمي يمكن من خلاله تحدي دولة إسرائيل العلمانية وما يعتبرونه هلينة على الجانب الآخر الخط الاخضر. أصر أوري أفنيري -منتقدًا ما رآه عسكرة للمجتمع الإسرائيلي حتى يوم وفاته- على «البحث» بتفاؤل، من أجل، «إذا واصلنا النظر إلى أسفل، عند أقدامنا، سنموت من الحزن». ردّ أفراهام بورغ ساخرًا على صحفي في صحيفة هآرتس إن آراء بورغ تشكل تهديدًا وجوديًا لدولة إسرائيل، قال:
قل لي شيئا. كيف يمكن أن أكون يهوديًا منذ ألفي عام، دون سلاح، دون طائرات، دون مائتي قنبلة ذرية، ولم أخاف يومًا على وجود الشعب اليهودي وخلوده؟ وأنت - الإسرائيلي - لقد كنت مسلحًا حتى أسنانك لمدة ستين عامًا، مع القوات والقوات الخاصة، مع القدرات التي لم يمتلكها الشعب اليهودي ولم تكن لديه أبدًا، وفي كل يوم تشعر بالرعب دائمًا من أن هذا اليوم هو آخر يوم لك.
تقترح رونيت لينتين [الإنجليزية]، على غرار شلومو سويرسكي، أن الوظيفة المركزية للاستيطان هي نفسية، وهي وسيلة للتغلب على عقدة الضحية «الإسرائيلية اليهودية». هذا الموقف مشابه للموقف الذي تبناه فيلسوف العلم والناجي من أوشفيتز يهودا الكانا [الإنجليزية] ولديه دعم من الدراسات التجريبية لتصوير وسائل الإعلام الإسرائيلية للصراع، والتي تسلط الضوء على حوادث العنف، وتؤدي إلى المخاوف التاريخية، مثل تلك التي تعتمد على الذكريات الجماعية للتهديدات الوجودية والمحرقة لإنتاج «عقلية الحصار» المنتجة من نفس عدم الثقة الذي يغذيه الفلسطينيون من الشعور بالضحية كشعب محتل.

## الملاحظات
1. ↑  للقلق اللاهوتي الذي يؤمن موقف ليبوفيتش أنظر ريشنيتسر. [2]
2. ↑  «مصفوفة السيطرة ... هي سلسلة متشابكة من الآليات ، يتطلب القليل منها فقط احتلالاً مادياً للأراضي، مما يسمح لإسرائيل بالسيطرة على كل جانب من جوانب الحياة الفلسطينية في الأراضي المحتلة. تعمل المصفوفة مثل اللعبة اليابانية غو. بدلاً من هزيمة خصمك كما هو الحال في لعبة الشطرنج ، في غو تفوز بشل حركة خصمك، من خلال السيطرة على النقاط الرئيسة في المصفوفة بحيث في كل مرة يتحرك فيها، يواجه عقبة من نوع ما.»[6][7]
3. ↑  «على مدى أكثر من ستين عامًا، بدأت في الواقع قبل عقود عديدة من نقطة انطلاقنا في عام 1978، وحتى قبل احتلال عام 1967، أنشأت إسرائيل للشعب الفلسطيني نظامًا فريدًا ودقيقًا من الإقصاء والمصادرة والحبس والإنكار. وفوق كل ذلك، فإن هذا النظام مدعوم بإنكار قوي لحدوث أي من هذا أو حدوثه على الإطلاق. وفي بعض النواحي، يعتبر هذا الإنكار أسوأ حزء في النظام، ويشكل شكلاً من أشكال التعذيب النفسي الجماعي».[9]
4. ↑  «خلقت  مركزية الأمن، ورأس المال البشري الواسع ورأس المال الاجتماعي المستثمر في الجيش، والمصالح المؤسسية للبلاد في إسرائيل بنية اجتماعية مختلفة عن تلك التي تعيشها الديمقراطيات التي تعيش في سلام. على الرغم من الحفاظ على الطبيعة الديمقراطية للمجتمع الإسرائيلي واستمرار الجيش في التمسك بالقيم الديمقراطية، فإن إسرائيل موجودة كأمة مسلحة، وبالتالي، تفتقر إلى حدود متكاملة بين جيشها ومجتمعها. وقد أدى هذا حتماً إلى عسكرة بعض المجالات المجتمعية وتسييس الجيش في مجالات أخرى.»[14]
5. ↑  «يقوم نظام الحكم الإسرائيلي - الديمقراطي - على الحقوق، لكن علاقاتنا مع الفلسطينيين تقوم على تفاوت القوة، دون ذرة من الاعتراف بحقوقهم الطبيعية وغير القابلة للتصرف، كأفراد وكجماعة. في الفجوة بين حقوق إسرائيل وهيمنة إسرائيل تكمن العديد من شرور واقعنا».[16]
6. ↑  «أُنشأت الحركة الصهيونية علناً بدعم من المجتمع الدولي في أعقاب الإبادة الجماعية النازية كملاذ لليهود الذين يعانون من العنصرية والمضطهدين، وتضفي إسرائيل الشرعية على وجودها دولةً يهوديةً من خلال استغلال عقلية الضحية اليهودية التاريخية والحالية وفي في الوقت نفسه تنكر عنصريتها التي تخفيها تحت عباءة الدفاع عن النفس».[18]
7. ↑  «في الآونة الأخيرة، أصبحت مقتنعًا أكثر فأكثر بأن العامل السياسي والاجتماعي الأعمق الذي يحفز الكثير من المجتمع الإسرائيلي في علاقاته مع الفلسطينيين ليس الإحباط الشخصي، بل هو قلق وجودي عميق يغذيه تفسير معين لدروس الهولوكوست والاستعداد للاعتقاد بأن العالم كله ضدنا، وأننا الضحية الأبدية. في هذا الاعتقاد القديم، الذي يشاركه الكثيرون اليوم، أرى الانتصار المأساوي والمتناقض لهتلر».[19][20]
8. ↑  «تشبه المعتقدات في إيذاء جانب المرء فهمًا عميق الجذور للشعب اليهودي كضحية أبدية للاضطهاد والصدمات والاستغلال أثناء الهولوكوست، وكذلك عقلية الحصار [الإنجليزية]. في سياق هذه الذاكرة الجماعية والصدمات، يجب أن يبدو النقد الدولي غير عادل وغير مبرر، خاصة إذا كان يُنظر إلى "العالم" على أنه فقد الأسس الأخلاقية لانتقاد إسرائيل. والجزء المركزي من هذه القناعة هو إقناع المجتمع الدولي بموقف الشخص الضحية. ومع ذلك، عندما يكون هذا الوضع غير مضمون، يؤدي هذا الموقف إلى الاستياء».[21]

## المعلومات الكاملة للمراجع
- Alexander، Edward (2003). Classical Liberalism and the Jewish Tradition. ناشرو ترانسكشن. ISBN:978-1-412-81975-6. مؤرشف من الأصل في 2023-05-06.
- Bar-Tal، Daniel؛ Alon، Ilai (2017). "Sociopsychological approach to Trust (or Distrust): Concluding Comments". في Bar-Tal، Daniel (المحرر). The Role of Trust in Conflict Resolution: The Israeli-Palestinian Case and Beyond. Springer. ص. 311–333. ISBN:978-3-319-43355-4.
- Burg، Avraham (2018). In Days to Come: A New Hope for Israel. هاشيت. ISBN:978-1-568-58979-4. مؤرشف من الأصل في 2023-05-06.
- Elkana، Yehuda (2 مارس 1988). "The Need to Forget" (PDF). Haaretz. مؤرشف من الأصل (PDF) في 2023-02-19.
- Gordon، Neve (2008). Israel's Occupation. دار نشر جامعة كاليفورنيا. ISBN:978-0-520-94236-3. مؤرشف من الأصل في 2023-04-07.
- Halper، Jeff (2006). "The 94 Percent Solution: Israel's Matrix of Control". في Beinin، Joel؛ Stein، Rebecca L. (المحررون). The Struggle for Sovereignty: Palestine and Israel, 1993-2005. Stanford University Press. ص. 62–73. ISBN:978-0-804-75365-4.
- Isaac، Rami (2013). "Palestine: Tourism Under Occupation". في Butler، Richard؛ Suntikul، Wantanee (المحررون). Tourism and War. روتليدج (دار نشر). ص. 143–158. ISBN:978-1-136-26309-5.
- Khalidi، Rashid (2013). Brokers of Deceit: How the U.S. Has Undermined Peace in the Middle East. Beacon Press. ISBN:978-0-807-04476-6. مؤرشف من الأصل في 2023-05-06.
- Kimmerling، Baruch (2003). Politicide: Ariel Sharon's War Against the Palestinians. Verso Books. ص. 16. ISBN:978-1-859-84517-2. مؤرشف من الأصل في 2022-05-03.
- Lentin، Ronit (2018). Traces of Racial Exception: Racializing Israeli Settler Colonialism. دار بلومزبري. ISBN:978-1-350-03205-7. مؤرشف من الأصل في 2023-04-21.
- Lewin، Eyal (2013). Ethos Clash in Israeli Society. Lexington Books. ISBN:978-0-739-18407-3. مؤرشف من الأصل في 2023-05-06.
- Margalit، Avishai (6 ديسمبر 2007). "A Moral Witness to the 'Intricate Machine': Dark Hope: Working for Peace in Israel and Palestine". The New York Times. ج. 54 رقم  19. ص. 38–42. مؤرشف من الأصل في 2019-01-27.
- Mendel، Yonatan (13 سبتمبر 2018). "Short Cuts". لندن ريفيو أوف بوكس. ج. 40 رقم  17. ص. 17. مؤرشف من الأصل في 2022-12-05.
- Müller، Margret (2017). The World According To Israeli Newspapers: Representations of International Involvement in the Israeli-Palestinian Conflict. Frank & Timme. ISBN:978-3-732-90286-6. مؤرشف من الأصل في 2023-04-07.
- Peled، Yoav (2006). "From Zionism to Capitalism: The Political Economy of the Neoliberal Warfare State". في Beinin، Joel؛ Stein، Rebecca L. (المحررون). The Struggle for Sovereignty: Palestine and Israel, 1993-2005. Stanford University Press. ص. 38–53. ISBN:9780804753654.
- Peri، Yoram (2006). Generals in the Cabinet Room: How the Military Shapes Israeli Policy. معهد الولايات المتحدة للسلام. ISBN:978-1-929-22381-7. مؤرشف من الأصل في 2023-04-22.
- Rechnitzer، Haim O. (Fall 2008). "Redemptive Theology in the Thought of Yeshayahu Leibowitz". Israel Studies. ج. 13 ع. 3: 137–159. DOI:10.2979/ISR.2008.13.3.137. JSTOR:30245835. S2CID:145216120.
- Sternhell، Zeev (2009). The Founding Myths of Israel: Nationalism, Socialism, and the Making of the Jewish State. دار نشر جامعة برنستون. ISBN:978-1-400-82236-2. مؤرشف من الأصل في 2023-05-06.
- Sufrin، Claire E. (2013). "Beyond the Chasm: Religion and Literature After the Holocaust". في Koltun-Fromm، Ken (المحرر). Thinking Jewish Culture in America. Lexington Books. ص. 131–155. ISBN:978-0-739-17447-0.
- Yiftachel، Oren (2006). Ethnocracy: Land and Identity Politics in Israel/Palestine. دار نشر جامعة بنسلفانيا  [لغات أخرى]‏. ISBN:978-0-812-23927-0. مؤرشف من الأصل في 2023-04-21.{{استشهاد بكتاب}}:  صيانة الاستشهاد: علامات ترقيم زائدة (link)